# Ján Wenczel
Ján Wenczel (* 17. Juni 1945) ist ein ehemaliger tschechoslowakischer Radrennfahrer und nationaler Meister im Radsport.

## Sportliche Laufbahn
1967 gewann Wenczel die nationale Meisterschaft im Mannschaftszeitfahren. 1968 siegte er im Etappenrennen Bulgarien-Rundfahrt vor Dimitar Kotew. In der Internationalen Friedensfahrt 1966 gewann er eine Etappe und wurde 26. der Gesamtwertung. 1967 kam er auf den 35. Platz. In der Tour de l’Avenir 1966 wurde er 52. 
Im Rennen der UCI-Straßen-Weltmeisterschaften 1965 wurde er als 46. klassiert. 1966 wurde er bei den UCI-Straßen-Weltmeisterschaften 8. im Mannschaftszeitfahren.
1966 wurde er Vize-Meister im Straßenrennen hinter Jiří Háva, 1967 Zweiter hinter Jaroslav Kvapil.